# Kelvin Adou
Kelvin Amian Adou (Toulouse, 8 februari 1998) is een Frans-Ivoriaans voetballer die doorgaans als rechtsback speelt. Hij stroomde in 2016 door vanuit de jeugd van Toulouse.

## Clubcarrière
Adou werd geboren in Toulouse en sloot zich aan in de jeugdopleiding van Toulouse. Op 14 augustus 2016 debuteerde hij in de Ligue 1 tegen Olympique Marseille. Hij speelde meteen de volledige wedstrijd. Zijn tweede competitiewedstrijd volgde op 1 oktober 2016. Uit tegen SM Caen viel hij na 82 minuten in voor François Moubandje.

## Interlandcarrière
Adou kwam uit voor diverse Franse nationale jeugdelftallen.